# 亞馬遜半齒脂鯉
亞馬遜半齒脂鯉，為輻鰭魚綱脂鯉目脂鯉亞目半齒脂鯉科的其一種，分布於南美洲馬拉尼翁河、烏卡亞利河及埃塞奎博河等流域，體長可達16.2公分，棲息在底中層水域，生活習性不明。